# Verenigd Koninkrijk op het Eurovisiesongfestival 1993
Het Verenigd Koninkrijk deed in 1993 voor de vijfendertigste keer mee aan het Eurovisiesongfestival. De zangeres Sonia
was gekozen door de BBC door een nationale finale om het land te vertegenwoordigen.

## Nationale voorselectie
Onder de titel A Song for Europe 1993 hield het Verenigd Koninkrijk een nationale finale om de artiest en  het lied te selecteren voor het Eurovisiesongfestival 1993. De nationale finale werd gehouden op 9 april 1993 en werd gepresenteerd door Terry Wogan.
De winnaar werd gekozen door televoting.

| Volgorde | Lied                         | Punten  | Plaats |
| -------- | ---------------------------- | ------- | ------ |
| 1        | A Little Love                | 55,053  | 4de    |
| 2        | I'm Gonna Put a Spell on You | 27,795  | 6de    |
| 3        | Life After Love              | 38,308  | 5de    |
| 4        | It's Just a Matter of Time   | 18,251  | 8ste   |
| 5        | Better the Devil You Know    | 156,955 | 1ste   |
| 6        | Our World                    | 77,695  | 2de    |
| 7        | So Much of Your Love         | 70,454  | 3de    |
| 8        | Trust                        | 26,745  | 7de    |

## In Millstreet
In Ierland moest het Verenigd Koninkrijk aantreden als 19de, net na Bosnië-Herzegovina en voor Nederland.
Op het einde van de puntentelling bleek dat ze op een 2de plaats waren geëindigd met 164 punten.
Men ontving 4 keer het maximum van de punten.
Van België ontving het 12 punten en Nederland gaf 4 punten aan deze inzending.

### Gekregen punten

#### Finale
| 12 punten                                | 10 punten                     | 8 punten                                                 | 7 punten   | 6 punten                |
| ---------------------------------------- | ----------------------------- | -------------------------------------------------------- | ---------- | ----------------------- |
| - België - IJsland - Israël - Oostenrijk | - Kroatië - Slovenië - Zweden | - Denemarken - Ierland - Luxemburg - Noorwegen - Turkije | - Portugal | - Duitsland - Frankrijk |
| 5 punten                                 | 4 punten                      | 3 punten                                                 | 2 punten   | 1 punt                  |
| - Finland - Spanje - Zwitserland         | - Cyprus - Nederland          | - Bosnië en Herzegovina                                  |            | - Italië                |

### Punten gegeven door Verenigd Koninkrijk

#### Finale
Punten gegeven in de finale:
| 12 punten | Ierland     |
| 10 punten | Zwitserland |
| 8 punten  | Kroatië     |
| 7 punten  | Zweden      |
| 6 punten  | Malta       |
| 5 punten  | Cyprus      |
| 4 punten  | Frankrijk   |
| 3 punten  | Oostenrijk  |
| 2 punten  | IJsland     |
| 1 punt    | Portugal    |

1957 · 1958 · 1959 · 1960 · 1961 · 1962 · 1963 · 1964 · 1965 · 1966 · 1967 · 1968 · 1969 · 1970 · 1971 · 1972 · 1973 · 1974 · 1975 · 1976 · 1977 · 1978 · 1979 · 1980 · 1981 · 1982 · 1983 · 1984 · 1985 · 1986 · 1987 · 1988 · 1989 · 1990 · 1991 · 1992 · 1993 · 1994 · 1995 · 1996 · 1997 · 1998 · 1999 · 2000 · 2001 · 2002 · 2003 · 2004 · 2005 · 2006 · 2007 · 2008 · 2009 · 2010 · 2011 · 2012 · 2013 · 2014 · 2015 · 2016 · 2017 · 2018 · 2019 · 2020 · 2021 · 2022 · 2023 · 2024 · 2025